# Hektor Frashëri
Hektor Frashëri (ur. 1 stycznia 1929 w Korczy, zm. 27 czerwca 1999 w Chicago) – albański polityk i prawnik, w latach 1994-1996 minister sprawiedliwości w rządzie Aleksandra Meksiego.

## Życiorys
Pochodził z zamożnej rodziny, był synem Qazima i Ifakat z d. Laçi. Ukończył gimnazjum Qemal Stafa w Tiranie i rozpoczął studia prawnicze na Uniwersytecie Tirańskim. Po ukończeniu studiów w 1958 rozpoczął pracę jako adwokat w Izbie Adwokackiej w Tiranie. W 1967 w okresie tzw. rewolucjonizacji zlikwidowano w Albanii zawód adwokata, a Frashëri był prześladowany z uwagi na swoje pochodzenie. Początkowo pracował na stanowisku ekonomisty w Dyrekcji Kolei, a następnie na stanowisku robotniczym. W 1990 powrócił do pracy w zawodzie adwokata w Tiranie. Był związany z Demokratyczną Partią Albanii. W rządzie Aleksandra Meksiego stanął na czele resortu sprawiedliwości, którym kierował przez dwa lata. W 1995 odpowiadał przed Komisją Wenecką na zarzuty dotyczące upolitycznienia wymiaru sprawiedliwości w Albanii. Zmarł w Stanach Zjednoczonych.
Był żonaty (żona Violeta z d. Leka), miał syna Albana i córkę Alketę.